# Ana Alvargonzález Dalmau
Ana María Alvargonzález Dalmau (Madrid, 1 de setembre de 1962) és una cineasta espanyola, especialista en direcció artística i vestuari.
Va començar la seva carrera el 1984 participant en comercials per a televisió per a les empreses Tesauro, Vector Alby o Gardoqui & Gold. Es va iniciar al cinema com a encarregada de vestuari a la sèrie Los pazos de Ulloa (1985) i a les pel·lícules La mitad del cielo (1986), Amor brujo, Berlín Blues (1988) i La noche oscura (1989), per la que fou nominada al Goya al millor disseny de vestuari.
També es va dedicar a la direcció artística amb El Lute: camina o revienta (1987) i L'Homme qui a perdu son ombre (1991) i La celestina (1996), amb la que fou nominada al Goya a la millor direcció artística. El 2010 va rebre el Goya a la millor direcció artística per Pa negre. També ha estat directora artística a Incerta glòria (2017) i en 20 episodis de la sèrie de televisió d'HBO Game of Thrones.